# بارني مكفادين
بارني مكفادين (بالإنجليزية: Barney McFadden)‏ هو لاعب كرة قاعدة أمريكي، ولد في 20 مارس 1877 في Eckley Miners' Village ‏ في الولايات المتحدة، وتوفي في 28 أبريل 1924 في جيم ثورب في الولايات المتحدة.

## وصلات خارجية
- بارني مكفادين على موقعبيزبول رفرنس.كوم (الدوري الرئيسي) (الإنجليزية)
- بارني مكفادين على موقعبيزبول رفرنس.كوم (الدوري الثانوي) (الإنجليزية)